# Creche corporativa
A creche corporativa é uma forma específica de assistência infantil patrocinada ou gerenciada por um empregador. Pode ser um privilégio ou parte da política de responsabilidade social corporativa da empresa. Pode proporcionar aos pais que trabalham a oportunidade de encontrar o equilíbrio entre vida profissional e pessoal. As corporações patrocinam cuidados infantis, pois podem aumentar a lealdade dos funcionários, diminuir o absenteísmo da força de trabalho, diminuir as licenças de maternidade e melhorar a concentração no trabalho.

## Alcance
As empresas iniciaram esquemas corporativos de cuidados infantis para os jovens funcionários da Geração Y, muitos dos quais aspiram estabelecer um equilíbrio entre vida profissional e pessoal enquanto buscam uma carreira e ganham dinheiro. Muitos pais que trabalham enfrentam desafios como a falta de vagas gratuitas em pré-escolas públicas, horários inadequados, serviços caros de creches e pré-escolas particulares, baixa qualidade dos serviços ou pouco tempo gasto com uma criança. Os programas corporativos de creche pretendem tratar dessas questões. Esse programa pode abranger o seguinte:
- A empresa oferece novas creches para crianças
- O horário é ajustado ao horário de trabalho dos pais
- A empresa pode cobrir todas as despesas ou compartilhá-las com os pais
- Melhor qualidade (devido ao sistema de recrutamento, educação continuada, desenvolvimento de professores)
- Mais tempo para passar com as crianças (durante o tempo de transferência)

## Modelo de realização
Cada programa oferece às crianças um ambiente de desenvolvimento adequado e um modelo de educação projetado por professores altamente qualificados
- Ambiente Nido de 0 a 1 ano
- Centro infantil corporativo para crianças de 0 a 3 anos
- Jardim de infância/centro corporativo para crianças de 3 a 6 anos
- Cuidados de apoio para crianças de 0 a 3 e 3 a 6 anos
- Acampamento infantil corporativo para crianças de diferentes idades (de 3 a 14 anos) para férias

## Possíveis benefícios
- Aumento da fidelização de todos os colaboradores
- Manutenção da qualificação das funcionárias durante a licença maternidade
- Redução do absenteísmo dos funcionários
- Custos de saúde reduzidos
- Aumento da produtividade dos funcionários
- Imagem fortalecida de empregador atencioso e responsável
- Desenvolveu uma cultura corporativa orientada para a família
- Redução de custos no recrutamento e treinamento de novos funcionários